# Prêmio FLUIR Waves de 1993
O Prêmio FLUIR Waves de 1993 foi a primeira edição do Prêmio FLUIR Waves, que é a maior e mais tradicional celebração do surfe no Brasil.

## História
Em outubro de 1993, para comemorar os seus 10 anos de vida, a revista FLUIR decidiu criar seu próprio prêmio de surf. A eleição foi feita pelos próprios leitores da revista. Mais de 2.500 cartas de todas as partes do país chegaram à redação. O resultado parcial foi divulgado em três edições seguidas, e o final só na edição nº 96, que comemorava os 10 anos da revista.

## Vencedores
- Melhor surfista do Brasil — Fábio Gouveia
- Melhor surfista brasileiro no Mundial — Fábio Gouveia
- Maior revelação brasileira no Mundial — Peterson Rosa
- Melhor mulher surfista — Andréa Lopes
- Melhor surfista amador — Binho Nunes
- Melhor freesurf - Dadá Figueiredo
- Melhor Campeonato (no Brasil) — Alternativa Pro
- Melhor Equipe — Hang Loose
- Surfista mais radical — Dadá Figueiredo
- Melhor tube rider — Eraldo Gueiros
- Melhor big rider — Carlos Burle
- Melhor Shaper — Avelino Bastos